# Zalew Bledzewski
Zalew Bledzewski lub Jezioro Bledzewskie – sztuczne jezioro w zachodniej Polsce w województwie lubuskim powstałe w wyniku zbudowania zapory wodnej na Obrze dla elektrowni w Bledzewie. Zbiornik jest położony w zalesionym wąwozie, nad jego brzegiem znajduje się ośrodek wypoczynkowy i pole namiotowe.
Obrą prowadzi znany szlak kajakowy. Lewym dopływem zalewu jest Struga Jeziorna, która łączy go grupą Jezior Kurskich (od północy na południe: Chycina, Długie i Kurskie).

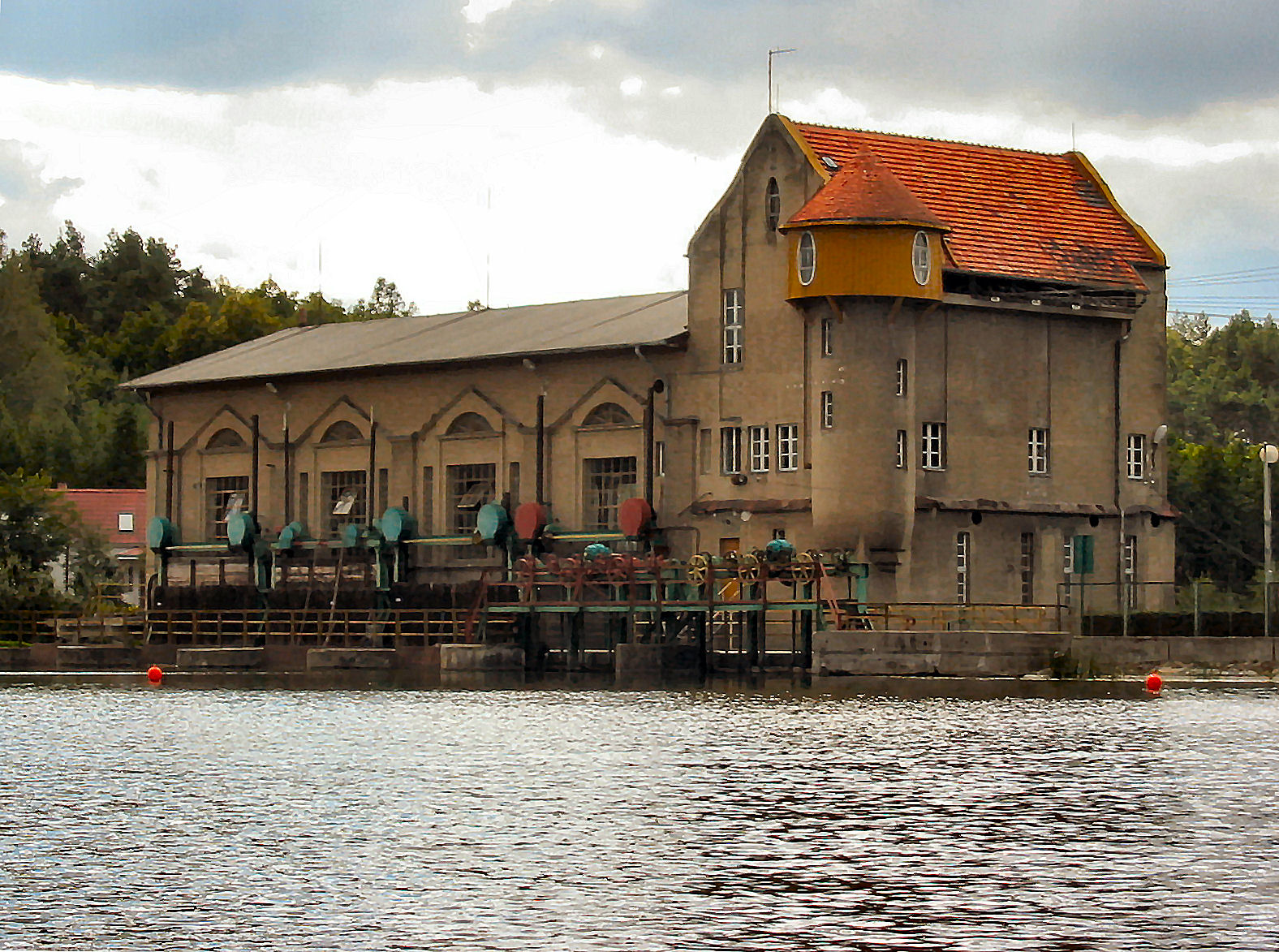
Elektrownia nad Zalewem